# World Chess Council
Le World Chess Council ou WCC était une organisation créée en 1998 par Garry Kasparov, alors champion du monde d'échecs PCA et Luis Rentero, organisateur du prestigieux tournoi de Linares, en vue de permettre le financement et l'organisation de matchs de candidats et de la finale du championnat du monde « classique », à la suite du déclin de la PCA, privée de sponsor.

## Histoire
Après le désistement de Viswanathan Anand, engagé dans le cycle de la Fédération internationale des échecs, le WCC organisa un match au meilleur des 10 parties entre Alexeï Chirov et Vladimir Kramnik à Cazorla (Espagne) en mai 1998. Ce match vit la victoire de Chirov : 5,5–3,5 (+2, -0, =7, la dernière partie ne fut pas jouée).
Le perdant (Vladimir Kramnik) remporta la totalité des 200 000 dollars, car il était initialement prévu que le vainqueur rencontre Garry Kasparov quelques mois plus tard dans un match en 18 parties au budget de 1 900 000 dollars financé par le gouvernement régional d'Andalousie, avec 35 % pour le perdant. Cependant,
À la suite d'un changement politique au sein du gouvernement andalousien, comme le financement n'était pas garanti par un écrit, le WCC se trouva dans l'incapacité de remplir sa mission. Kasparov déclara qu'il n'était plus possible de trouver un sponsor pour un match contre Chirov et déclara vouloir alors affronter à sa place Viswanathan Anand en match, ce qui causa la vive amertume de Chirov.
À la fin de l'année, tandis que Kasparov cherchait à financer d'autres matchs, Luis Rentero fut victime d'un grave accident de voiture qui nécessita une hospitalisation prolongée et mit fin à l'existence du WCC.

## Source
- (en) World Chess Council 1998-99